# کوندادنیا
کوندادنیا (به لاتین: Kondadeniya) یک منطقهٔ مسکونی در سری‌لانکا است که در استان مرکزی (سری‌لانکا) واقع شده‌است.